# Czeczelnik
Czeczelnik (ukr. Чечельник, Czeczelnyk) – stolica rejonu, osiedle typu miejskiego nad Sawranką, na Ukrainie, w obwodzie winnickim.

## Historia
Czaczumłyk, nazwano Czeczelnikiem. Przez uchwałę sejmu z roku 1635 była to kantora win. Kto z Wołoch, Multan chciał mieć wino, nie mógł go inną drogą sprowadzać tylko przez Czeczelnik. Te nad Dniestrem okolice były dziedzictwem Lubomirskich. Dobra, tak zwane Pobereskie, w których się skupiło kilkanaście wielkich kluczów, były tylko jedną czwartą częścią majątku księcia Lubomirskiego, wojewody Kijowskiego, który umiérając synów przepraszał, że tak mało dorobił im fortuny. Z tak olbrzymiego bogactwa, w bardzo krótkim czasie nad Dnieprem i nad Dniestrem piędzi ziemi Lubomirscy już nie mają.

Prywatne miasto szlacheckie położone w województwie bracławskim było w 1789 własnością Józefa Lubomirskiego. W 1789 stacjonował tu 5 Pułk Koronny Przedniej Straży, a w 1792 2 Pułk Przedniej Straży Buławy Wielkiej Koronnej armii koronnej.
W zaborze rosyjskim siedziba gminy Czeczelnik w powiecie olhopolskim guberni podolskiej. W latach 1795–1812 Czeczelnik był przemianiowany na Olhopol.
W 1931 roku zaczęto tu wydawać gazetę
W 1989 miejscowość liczyła 6084 mieszkańców.
W 2013 liczyła 5166 mieszkańców.

## Zabytki
- Synagoga

## Urodzeni
- Zygmunt Dobrowolski – podpułkownik dyplomowany kawalerii Wojska Polskiego
- Józef Kamiński – generał w powstaniu listopadowym
- Clarice Lispector – brazylijska pisarka
- Zygmunt Postolko - prawnik i kawalerzysta, ofiara zbrodni katyńskiej

## Linki zewnętrzne

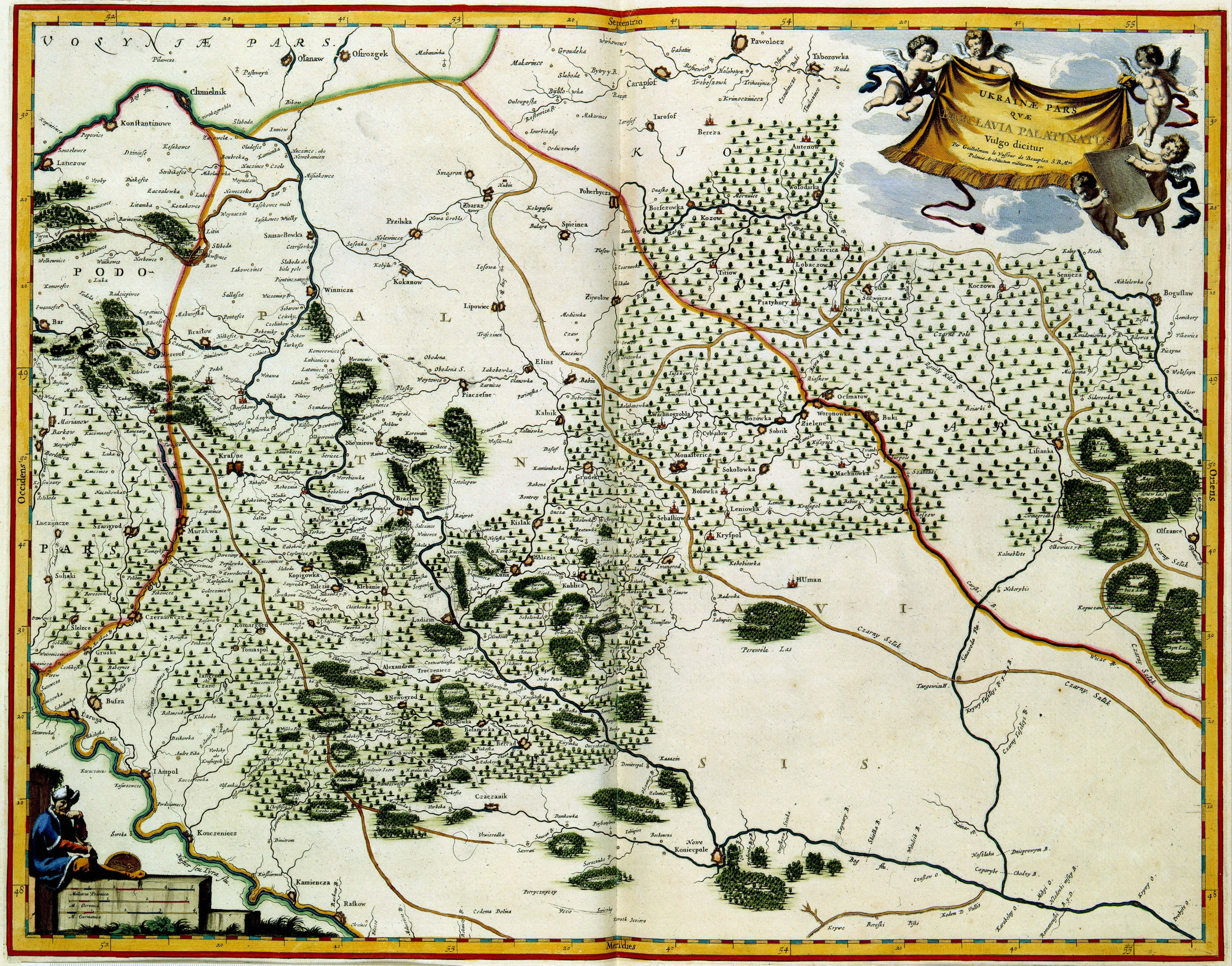
Mapa województwa bracławskiego z 1648 r. z Czeczelnikiem zaznaczonym pod nazwą Czaczanik (w południowej części województwa)